# Kłobia (województwo kujawsko-pomorskie)
Kłobia – wieś w Polsce położona w województwie kujawsko-pomorskim, w powiecie włocławskim, w gminie Lubraniec.
Wieś królewska, położona w II połowie XVI wieku w powiecie brzeskokujawskim województwa brzeskokujawskiego, należała do starostwa brzeskokujawskiego.

## Współczesność
W latach 1954–1968 wieś należała i była siedzibą władz gromady Kłobia, po jej zniesieniu w gromadzie Lubraniec. W latach 1975–1998 miejscowość administracyjnie należała do województwa włocławskiego. Według Narodowego Spisu Powszechnego (III 2011 r.) liczyła 239 mieszkańców. Jest ósmą co do wielkości miejscowością gminy Lubraniec.
W Kłobi znajduje się zespół szkół, dwa sklepy, kwiaciarnia, ochotnicza straż pożarna. Dominacja gospodarstw o powierzchni 25 ha, wiele gospodarstw to sady, głównie jabłka i wiśnie. Kłobia i Kłobia Nowa traktowane są przez mieszkańców jako jedna wieś, dlatego w większości sytuacji funkcjonuje sama nazwa Kłobia. Przez Kłobie przepływa rzeka Chodeczka zwana również Lubieńcem.

## Zabytki
- XIX-wieczny dworek wraz z parkiem
- XIX-wieczny kościół pw. św. Wojciecha wybudowany w latach 1883–1888. Jest to kościół murowany z czerwonej cegły, w kościele znajdują się czynne zabytkowe organy (w 2008 roku poddane renowacji). Wiosną 1945 roku w miejscowej parafii swą posługę pełnił późniejszy prymas Polski, Stefan Wyszyński
- XIX-wieczny rzymskokatolicki cmentarz parafialny